# Wilhelm Gurlitt
August Franz Christian Wilhelm Gurlitt (* 7. März 1844 in Rom; † 13. Februar 1905 in Graz) war ein deutscher Klassischer Archäologe.

## Leben
Wilhelm Gurlitt wurde auf einer Studienreise seines Vaters, des Malers Louis Gurlitt (siehe auch: Gurlitt (Familie)), geboren und wandte sich schon in jungen Jahren der Kunstgeschichte zu. Er studierte in Göttingen Klassische Philologie und Archäologie bei Hermann Sauppe und Ernst Curtius und arbeitete anschließend einige Jahre als Deutschlehrer in Athen. Nebenbei beschäftigte er sich mit den antiken Baudenkmälern der Stadt und arbeitete an seiner Habilitation, die er 1875 mit der Schrift Das Alter und die Bauzeit des sogenannten Theseion in Athen (Wien 1875) erreichte. Das Werk widmete er dem Andenken seines „unvergeßlichen Freundes“ Friedrich Matz.
1877 wurde er als außerordentlicher Professor auf den neugeschaffenen Lehrstuhl für Klassische Archäologie an der Universität Graz berufen, den er bis zu seinem Tod innehatte. 1890 wurde er zum ordentlichen Professor befördert. Im akademischen Jahr 1894/1895 war er Dekan der Philosophischen Fakultät. 1900 wurde er zum korrespondierenden Mitglied der Kaiserlichen Akademie der Wissenschaften zu Wien gewählt.
Wilhelm Gurlitt leitete ab 1900 den Steiermärkischen Kunstverein und verlieh diesem eine starke Hinwendung zu modernen Strömungen. Er setzte sich zudem erfolgreich dafür ein, den Künstler Paul Schad-Rossa nach Graz zu holen, um die Moderne Kunst in der Steiermark zu etablieren. Er war ein wesentlicher Förderer der Grazer Zeitkunst.
Gurlitt starb nach längerer Krankheit am 13. Februar 1905. Sein Nachlass wird im Archiv der Karl-Franzens-Universität Graz aufbewahrt.